# Matwebe
Matwebe ist ein Verwaltungsbezirk (Ward) des Distrikts Rungwe in der tansanischen Region Mbeya.

## Geografie
Matwebe ist ein Bezirk im Südwesten von Tansania. Er liegt im Tiefland des Distrikts in etwa 770 Meter Meereshöhe, es regnet zwischen 900 und 1200 Millimeter im Jahr. Die Fläche des Bezirks beträgt 42 Quadratkilometer und bei der Volkszählung 2022 lebten hier 2859 Menschen in 855 Haushalten.

## Geschichte
Bei der Volkszählung 2002 war der Bezirk noch Teil von Masukulu. Von 3303 Einwohnern im Jahr 2012 sank die Bevölkerungszahl auf 2859 bei der Zählung 2022.

## Gliederung
Der Bezirk besteht aus vier Gemeinden (Mtaa) mit 13 Orten (Kitongoji):
| Mpelangwasi - Mperangwasi - Mbugujo | Mpakani - Lusungo - Bujole - Kanunga - Ndapata - Nsige | Kikole - Kikole Kaskazini - Kikole Kusini | Matwebe - Matwebe A - Matwebe B - Kinanasi - Mwakipale |

## Wirtschaft und Infrastruktur
- Landwirtschaft: Hauptsächlich angebaut werden Reis, Mais, Bohnen, Kakao, Avocado, Zitrusfrüchte und Bananen. Die am häufigsten gehaltenen Nutztiere sind Hühner, Rinder und Ziegen.[8]
- Sehenswürdigkeiten: Beim Ort Mperangwasi befindet sich der Mwalisi-Wasserfall.[9]